# Thwaitesia meruensis
Thwaitesia meruensis är en spindelart som först beskrevs av Albert Tullgren 1910.  Thwaitesia meruensis ingår i släktet Thwaitesia och familjen klotspindlar.
Artens utbredningsområde är Tanzania. Inga underarter finns listade i Catalogue of Life.